# Bandera de Vermont
La bandera de Vermont consisteix en l'escut de l'estat nord-americà de Vermont sobre un camp blau. L'actual bandera va ser adoptada per l'Assemblea General de Vermont l'1 de juny de 1923.
La bandera consisteix en un recobriment de l'escut d'armes i el lema en un camp d'atzur. Amb dos branques d'agulles de pi en representació de Nova Anglaterra i un arbre de pi al centre de l'escut d'armes representant els boscos de Vermont. La vaca i tres garbes de blat representen les indústries de lactis i l'agricultura. el cap de cérvol a la part superior representa la vida silvestre de Vermont. Les Muntanyes Verdes estan en el fons també. El lema de Vermon, "La llibertat i la unitat", també s'hi representa. El lema comporta dos ideals diferents, la llibertat del ciutadà individual i el benestar del bé comú.

## Història
| Banderes històriques de Vermont   |
| --------------------------------- |
| Bandera de la Green Mountain Boys |
| Maig 1, 1804 – Oct. 19, 1837      |
| Oct. 20, 1837 – Maig 31, 1923     |

Les diferents versions de la bandera s'han inclòs a través de la història. Originalment, la bandera va ser la mateixa que la Bandera de la Green Mountain Boys. L'1 de maig de 1804, el nombre d'estats dels EUA es va elevar a 17, i s'esperava que la bandera dels EUA canviaria a 17 barres i 17 estrelles. En reconeixement, Vermont va aprovar el que s'esperava que fos la nova bandera dels EUA amb l'addició del nom de "Vermont" brodat a la part superior. La bandera dels EUA no va canviar en aquest sentit, el que feia que la bandera de Vermont tingués més ratlles que la bandera nacional.
El 20 d'octubre de 1837, Vermont va canviar la seva bandera per un disseny basat en el corrent de les altres 13 bandes oficials dels estats dels EUA, però amb les múltiples estrelles blanques en el camp blau foren reemplaçades amb una sola estrella que envoltava l'escut d'armes de Vermont. Les banderes sobre la base d'aquestes especificacions van variar en el nombre de punts de l'estrella (de cinc a vuit, era més comú representar-la amb vuit), i els detalls exactes del centre de l'estrella (ja sigui amb el gran segell o escut d'armes del que s'utilitza).
Durant la Guerra Civil Americana, la milícia de Vermont va lluitar sota una bandera composta per l'Escut de Vermont en un camp blanc, i més tard un camp blau. L'últim és essencialment la mateixa que la bandera del governador de Vermont.
A causa de la confusió entre la bandera de l'estat de Vermont a ratlles i la bandera dels EUA, Proposals have been brought up to revert the flag back to the Green Mountain Boys' flag, but none have succeeded. el disseny de la bandera del Governador de Vermont va ser adoptada com la bandera oficial de l'estat l'1 de juny de 1923.
El 2001, l'Associació Vexil·lològica Nord-americana va realitzar una enquesta entre els seus membres sobre la qualitat dels dissenys de les banderes d'estats i Territoris 72 dels EUAi Canadà. Aquesta enquesta va donar el lloc número 61 a la bandera de Vermont de les altres 72 participants.